# Okręg wyborczy Makerfield
Okręg wyborczy Makerfield powstał w 1983 r. i wysyła do brytyjskiej Izby Gmin jednego deputowanego. Okręg obejmuje zachodnią i centralną część miejskiego okręgu Wigan.

## Deputowani do brytyjskiej Izby Gmin z okręgu Makerfield
- 1983–1997: Michael McGuire, Partia Pracy
- 1997– : Ian McCartney, Partia Pracy